# He-Man and the Masters of the Universe (2002)
He-Man and the Masters of the Universe är en amerikansk animerad TV-serie som ursprungligen sändes i Cartoon Network under perioden 16 augusti 2002-10 januari 2004 och är baserad på 1980-talets framgångsrika Masters of the Universe.
Till skillnad från 1990 års TV-serie, som utspelade sig på den futuristiska planeten Primus, gick man här "tillbaka till rötterna" och planeten Eternia. Under seriens gång introducerades ett stort antal av karaktärerna och leksakerna från åttiotalets originalserie, ofta en karaktär per avsnitt och då med en egen gedigen bakgrundshistoria. Även författare från 1983 års TV-serie, som Larry DiTillio, återkom.
Vid starten i augusti 2003 var He-Man and the Masters of the Universe en av flera tecknade TV-serier från främst 1980- och 1990-talet att startas om, precis som Teenage Mutant Ninja Turtles snart kom att göra i februari 2003.

## Säsonger

### Säsong 1
Oroligheterna är över på planeten Eternia och samhället är fridfullt då de största hoten förpassats till områdena kring Snake Mountain. Till slut anländer dock Skeletor och tar kung Randor till fånga. I Castle Grayskull informerar Sorceress of Castle Grayskull till Man-At-Arms, kapten för vakterna i Randors kungarike .
Prins Adam tränas dagligen av sin bästa vän Teela, Teelas far Man-At-Arms tar Adam till Castle Grayskull där Sorceress of Castle Grayskull meddelar att han skall försvara kungariket från ondskan som krigaren He-Man. Adam säger först nej och återvänder till palatset, där han ser att Skeletors styrkor tagit hans far till fånga.
Prins Adam, Man-At-Arms och Teela jagar iväg Randors kidnappare till skogs, där de anfalls. Prins Adam skyddas av Man-At-Arms då han återvänder till Castle Grayskull, följd av sin husdjurstiger Cringer, och magikern Orko. Då Orko flyger genom skogen blir Teela arg, då hon tycker att han bara sticker iväg. Prins Adam går dock senare med på att ta det magiska svärdet Sword of Power, med vilket han kan bli He-Man. Medan Cringer förvandlas still Battle Cat återvänder He-Man till slagfältet och räddar sin far från Skeletor.
Under första säsongen utökas kung Randors styrkor, och vissa slåss tillsammans med He-Man. Sorceress of Castle Grayskull visar sig vara Teelas mor. Skeletor anfaller Castle Grayskull och försöker ta sig in där. Antydningar görs även på Skeletors mentor Hordak, och andra säsongens huvudskurkar, The Snake Men.
Den första säsongen avslutas med en cliffhanger där Skeletor enar flera onda och tar folk till fånga, och He-Man och Teela måste ta sig till Snake Mountain. Adam tappar sitt magiska svärd, och måste skydda Castle Grayskull från Skeletor utan det.

### Säsong 2
Efter fortsättningen på föregående säsong avslutats med en cliffhanger (Orko återger prins Adam hans magiska svärd, de tillfångatagna räddas), blev Snake Men huvudskurkarna, efter att ha hållits som fångar nedslängda i ett hål under Snake Mountain (deras tidigare högkvarter). De befrias av allierade, som Evil-Lyn. Sorceress of Castle Grayskull informerar prins Adam om dem, och upptäcker att hans He-Man-rustning är annorlunda efter förvandlingen, och kan användas för att slåss mot Snake Men, ledda av kung Hiss. Skeletor återvänder bara ibland.
Säsongen var kortare, med flera efterföljande avsnitt, och karaktärerna utvecklades starkt, och gamla karaktärer återkom, bland annat Fisto som deserterat från det senaste stora kriget, och Man-At-Arms bror. I säsongens tredje avsnitt, "Out of the Past", berättas även om hur Sorceress of Castle Grayskull hjälpte en soldat med huvudverk att återfå hälsan och blev kär i honom. Soldaten stack sedan iväg innan hon födde barn och det har diskuterats om Man-At-Arms eller Fisto var inblandade, eller någon helt annan. Ursprungen till Evil Lyn, Skeletor och Castle Grayskulls avslöjades också.

## Oavslutad tredje säsong
I Q&A på He-Man.Org svarade, Ian Richter på Mattel, som låg bakom många av TV-seriens avsnitt, om vad som planerades ha skett om TV-serien fortsatt. Den andra halvan av säsong 2 skulle ha innehållit då kung Hiss återställts efter att ha tagits till fånga, och en slutlig uppgörelse mellan honom och Skeletor, där Skeletor skulle ha vunnit. Skeletor skulle sedan ha använt sin He-Man-liknande skapelse Faker för att lura eternierna att He-Man vänt sig mot dem medan han försökte störta Randor och sedan erövra kungariket. Den tredje säsongen skulle också ha innehållit Hordak och Evil Hordes försök att överta Eternia, vilka skulle ha släppts från fängelset av Evil-Lyn och Skeletor.
Skeletor skulle ha försökt besegra sin gamle mentor Hordak. Man-At-Arms skulle först även ha tagits till fånga och även tillfälligt förvandlats till en Snake Man (hur länge detta skulle gälla bekräftades aldrig), Teela skulle ha fått reda på att hon skulle efterträda Sorceress of Castle Grayskull, och She-Ra skulle ha introducerats, detta enligt Ian Richter, 'då tiden var inne'.

## Upphörande
Under andra säsongen upphörde plötsligt TV-serien, då den inte ansågs ha tillräckligt stark popularitet och actionfigurerna inte ansågs sälja tillräckligt bra. Många som samlade på actionfigurerna hade svårt att hitta dem alla. Under tiden som serien sändes såldes actionfigurer med Happy Meal på snabbmatsrestaurangkedjan McDonald's.

## Serietidning
I samband med TV-serien släpptes även en serietidning av MV Creations. Tre separata pågående serier, en miniserie och flera engångsserier publicerades. Serietidningarna riktade sig till en äldre publik. Serietidningen upphörde med TV-serien.

## Avsnitt

### Säsong 1: 2002
- The Beginning Part 1 Skriven av Dean Stefan

Keldor anfaller Hall of Wisdom och kapten Randor skickar sina styrkor att stoppa honom. Långt senare dyker Skeletor upp och anfaller.
- The Beginning Part 2 Skriven av Dean Stefan

Prins Adam besöker Castle Grayskull och söker hjälp av Castle Grayskull för att rädda sin tillfångatagne far.
- The Beginning Part 3 Skriven av Dean Stefan

He-Man ger sig av för att skydda Eternia från den onde Skeletors styrkor.
- The Courage of Adam Skriven av Dean Stefan

Prins Adam inser att så länge ondska finns kvar på Eternia kommer han att försvar sitt hem som He-Man.
- Skywar Skriven av Michael Reaves

Skeletor anstiftar ett krig mellan raser, vilket ingår i hans plan att besegra He-Man.
- The Deep End Skriven av Brooks Wachtel

He-Man måste rädda Man-At-Arms från magen på ett havsmonster som hotar Castle Grayskull.
- Lessons Skriven av Larry DiTillio

Då Skeletor kommer över Ram Stone måste Orko rädda dagen.
- The Siren's Song Skriven av William Cluverius

Ram-Man hypnotiseras av en siren som planerar att förinta Masters.
- The Ties That Bind Skriven av Dean Stefan

Teela blir nyfiken på sitt förflutna då hon visar sig utveckla tillfälliga telepatiska krafter.
- Dragon's Brood Skriven av Mark and Michael Edens

Massiva eldsprutande drakar hotar Eternia och Castle Grayskull.
- Turnabout Skriven av Len Uhley

Skeletor straffas med ett magiskt bälte som hindra honom från att bli ond.
- Mekaneck's Lament Written Erik & Lara Runnels

I ett försök att komma över bättre krafter, släpper Mekanek ovilligt fri en farlig skurk.
- Night of the Shadow Beasts Skriven av Michael Reaves

Skeletor släpper loss våldsamma nattvarelser för att förstöra Castle Grayskull.
- Underworld Skriven av Steve Melching

I Subternia (under Eternias mark), måste He-Man och kung Randor hindra Skeletor från att anfalla Castle Grayskull underifrån.
- The Mystery of Anwat Gar Skriven av Kevin D. Campbell

He-Man och Man-At-Arms reser till en mystisk ö för att hindra Skeletor att koma åt en gammal kraftfull sten.
- The Monster Within Skriven av Larry DiTillio

He-Man och Man-E-Faces slåss mot farliga prisjägare i Tar Swamp.
- Roboto's Gambit Skriven av Michael Reaves

En enkel schackspelande robot hjälper Masters att slåss mot en skelettarmé.
- Trust Skriven av William Cluverius

Stratos och Trap-Jaw hjälper varandra för att överleva farorna i Ice Mountains.
- Orko's Garden Skriven av Len Uhley

Ovetande hjälper Orko den skurkaktiga plantliknande Evilseed att ta alla ur masters som gisslan.
- Buzz-Off's Pride Skriven av Christy Marx and Randall Littlejohn

Buzz-Off måste slåss mot ondskefulla jättar för att skydda både en fridfull by och sin stolthet.
- Snake Pit Skriven av Steve Melching

Masters tar hjälp av Zodak för att hindra Snake Men från att fly ur fängelset.
- The Island Skriven av Dean Stefan

Då Man-At-Arms besöker sin mentor på en avlägsen ö tas han till fånga av onda krabbliknande varelser.
- The Sweet Smell of Victory Skriven av Kevin D. Campbell

Då en vanlig skurk försöker alliera sig med Skeletor, muteras an genom en olycka till en ny superskurk med målet att förgöra Masters.
- Separation Skriven av Larry DiTillio

He-Man måste återta tre mystiska objekt från olika delar av Eternia för att hindra att planeten förstörs.
- Council of Evil, Part 1 Skriven av Dean Stefan

Skeletors nya råd Council of Evil tar Masters till fånga.
- Council of Evil, Part 2 Skriven av Dean Stefan

Prins Adam att stoppa ondkans styrka utan det magiska svärdet, Power Sword.

### Säsong 2: 2003
- The Last Stand Skriven av Dean Stefan

He-Man måste slåss mot Skeletors Council of Evil och de onda krigarna för att försvara Castle Grayskull.
- To Walk With Dragons Skriven av Dean Stefan

Masters of the Universe måste förhindra Skeletors anfall serpinataurs med hjälp av några speciella drakar.
- Out of the Past Skriven av Dean Stefan

Teela tas till en liten by där hon får reda på mer om sitt förflutna.
- Rise of the Snakemen, Part 1 Skriven av Steve Melching (TV-serien blir "Masters of the Universe Vs the Snake-Men")

Masters måste slåss mot Skeletors styrkor samt försöka hindra Snake Men från att fly fängelset.
- Rise of the Snakemen, Part 2 Skriven av Steve Melching

Zodak går samman med Masters of the Universe för att hindra de nu lösa Snake Men från att ta över Eternia.
- The Price of Deceit Skriven av Larry DiTillio

Skeletor försöker straffa Evil-Lyn då han anklagar henne för att ha försökt bedra honom.
- Of Machines and Men Skriven av Michael Halperin

En mystisk kraft förstör alla teknologi på Eternia.
- Second Skin Skriven av Steve Melching

Masters of the Universe måste stoppa kung Hiss från att använda en kraftfull artefakt
- The Power of Grayskull Skriven av Dean Stefan

Sorceress of Castle Grayskull berättar för prins Adam om historien bakom Grayskulls styrka.
- Web of Evil Skriven av Kevin D. Campbell

Webstor skapar en armé av spindlar som hotar att ta över Eternia.
- Rattle of the Snake Skriven av Steve Melching

Masters of the Universe spårar King Hiss genom Subternia (under Eternias mark) till ett länge glömt ormtempel, där en ruskig kraft släpps lös.
- History Written Skriven av Larry DiTillio

He-Man försöker stoppa kung Hiss att nå Well of Darkness, ovetande att Evil-Lyn planerar något katastrofalt.
- Awaken the Serpent Skriven av Dean Stefan

Kung Hiss använder Serpos medaljong för att frisläppa en gammal ormgud.

## Röster (originalversion)
- Cam Clarke - Prins Adam/He-Man
- Kathleen Barr - Evil-Lyn
- Lisa Ann Beley - Teela
- Gary Chalk - Duncan/Man-At-Arms, Whiplash
- Brian Dobson - Skeletor/Keldor, Buzz-Off, Webstor, King Hiss, Sssqueeze, Ceratus
- Paul Dobson - Man-E-Faces, Snake Face, Trap-Jaw, Tri-Klops, Lord Carnivus
- Michael Donovan - King Randor, Count Marzo, Roboto, Tung Lashor
- Gabe Khouth - Mekaneck, Orko
- Scott McNeil - Beast-Man, Clawful, Mer-Man, Ram-Man, Stratos, Kobra Khan
- Nicole Oliver - Queen Marlena, The Sorceress of Castle Grayskull
- Mark Acheson - Fisto, Chadzar
- Don Brown - Evilseed
- Brian Drummond - Odiphus/Stinkor, Tuvar (Two of Two-Bad), Belzar
- Mark Gibbon - Baddhra (Badd of Two-Bad)
- Christopher Judge - Zodak
- Campbell Lane - Kulatuk Priest
- Colin Murdock - Hordak
- Richard Newman - General Rattlor, Lord Dactys, The Faceless One, Azdar
- John Payne (II) - Sy-Klone, Moss Man

## Hemvideoutgivningar
TV-serien släpptes till DVD av BCI Eclipse i tre set (alla med 13 avsnitt). Den första volymen släpptes den 12 februari 2008 i Best Buy-butiker .Det sägs också att den skall släppas till Blu-ray Disc..
| DVD-namn                                      | Antal avsnitt | Släppdatum i DVD-region 1 |
| --------------------------------------------- | ------------- | ------------------------- |
| He-Man and the Masters of the Universe: Vol 1 | 13            | 19 februari 2008          |
| He-Man and the Masters of the Universe: Vol 2 | 13            | 27 maj 2008               |
| He-Man and the Masters of the Universe: Vol 3 | 13            | 5 augusti 2008            |

### Fotnoter
1. ↑  ”HE-MAN returns to TV on Cartoon Network”. mania.com. Arkiverad från originalet den 29 maj 2009. https://web.archive.org/web/20090529023906/http://www.mania.com/heman-returns-to-tv-cartoon-network_article_35051.html. Läst 22 oktober 2009.
2. ↑  Solomon, Charles (22 december 2002). ”Can't keep He-Man down; Once viewed by children's advocates as toy makers' shill, the cartoon hero is back, minus controversy”. LA Times. Arkiverad från originalet den 25 maj 2012. https://archive.is/20120525201130/http://articles.latimes.com/2002/dec/22/entertainment/ca-solomon22/2. Läst 22 augusti 2010.
3. ↑  Jonas Mäki (24 oktober 2003). ”Teenage Mutant Ninja Turtles”. Gamecreator. http://www.gamereactor.se/forhandstittar/460/Teenage+Mutant+Ninja+Turtles/. Läst 31 maj 2016.
4. ↑  ”He-Man and the Masters of the Universe: Season One, Volume One”. DVD Talk. http://www.dvdtalk.com/reviews/32989/he-man-and-the-masters-of-the-universe-volume-one/. Läst 4 april 2009.
5. 1 2  [död länk]
6. ↑  ”Arkiverade kopian”. Arkiverad från originalet den 2 oktober 2008. https://web.archive.org/web/20081002011432/http://www.tvshowsondvd.com/news/He-Man-Masters-Universe-2002-Series-DVD-Plans/8153. Läst 3 september 2008.
7. ↑  ”Arkiverade kopian”. Arkiverad från originalet den 1 oktober 2008. https://web.archive.org/web/20081001003823/http://www.tvshowsondvd.com/news/He-Man-Masters-Universe-BCI-Statement/8518. Läst 3 september 2008.